# Dori Ghezzi
Dori Ghezzi (Lentate sul Seveso, 30 maart 1946) is een Italiaanse zangeres. In 1989 trouwde ze met Italiaanse singer-songwriter Fabrizio De André die 10 jaar later aan kanker overleed.
In het begin van de jaren 70 startte ze een solocarrière met liedjes als Quello là, Vivere per vivere en Occhi a mandorla. Dan leerde ze Wess kennen en met hem zou ze grote successen beleven.
In 1973 namen ze deel aan het San Remo Festival met Tu nella mia vita, ze haalden niet de top 3 maar verkochten wel de meeste platen van alle kandidaten dat jaar. Met Voglio stare con te, Noi due per sempre stelden ze hun populariteit veilig.
In 1974 won het duo de laatste editie van Canzonissima met Un corpo e un'anima, een compositie mede geschreven door Umberto Tozzi.
Ze vertegenwoordigden Italië op het Eurovisiesongfestival 1975 in Stockholm met het lied Era, ze werden knap 3de.
Het succesverhaal liep verder in 1976 toen ze 2de werden in San Remo met Come stai? Con chi sei?. Ze bleven op televisie komen en namen albums op in Italië en in het buitenland.
In de jaren 80 nam ze solo nog enkele malen deel aan het San Remo festival met Margherita non lo sa in 1983, met E non si finisce mai  in 1987 en met Il cuore delle donne in 1989
1956: Franca Raimondi + Tonina Torrielli · 
1957: Nunzio Gallo · 
1958: Domenico Modugno · 
1959: Domenico Modugno · 
1960: Renato Rascel · 
1961: Betty Curtis · 
1962: Claudio Villa · 
1963: Emilio Pericoli · 
1964: Gigliola Cinquetti · 
1965: Bobby Solo · 
1966: Domenico Modugno · 
1967: Claudio Villa · 
1968: Sergio Endrigo · 
1969: Iva Zanicchi · 
1970: Gianni Morandi · 
1971: Massimo Ranieri · 
1972: Nicola di Bari · 
1973: Massimo Ranieri · 
1974: Gigliola Cinquetti · 
1975: Wess & Dori Ghezzi · 
1976: Al Bano & Romina Power · 
1977: Mia Martini · 
1978: Ricchi e Poveri · 
1979: Matia Bazar · 
1980: Alan Sorrenti · 
1983: Riccardo Fogli · 
1984: Alice & Battiato · 
1985: Al Bano & Romina Power · 
1987: Umberto Tozzi & Raf · 
1988: Luca Barbarossa · 
1989: Anna Oxa & Fausto Leali · 
1990: Toto Cutugno · 
1991: Peppino di Capri · 
1992: Mia Martini · 
1993: Enrico Ruggeri · 
1997: Jalisse · 
2011: Raphael Gualazzi · 
2012: Nina Zilli · 
2013: Marco Mengoni · 
2014: Emma Marrone · 
2015: Il Volo · 
2016: Francesca Michielin · 
2017: Francesco Gabbani · 
2018: Ermal Meta & Fabrizio Moro · 
2019: Mahmood · 
2021: Måneskin · 
2022: Mahmood & Blanco · 
2023: Marco Mengoni · 
2024: Angelina Mango · 
2025: Lucio Corsi
- Gemeinsame Normdatei: 134580397
- International Standard Name Identifier: 0000 0000 5788 4055
- Library of Congress Control Number: n2018060509
- MusicBrainz: 63366712-c7fc-487d-88ed-e2c815d84e3e
- Istituto Centrale per il Catalogo Unico: CAGV314677
- Système universitaire de documentation: 236808729
- Virtual International Authority File: 79681162
- WorldCat: E39PBJbxFtf44GRDQBgDfj7yh3